# Emmanuel Kodjoe Dadzie
Emmanuel Kodjoe Dadzie fue un diplomático ghanés.
- fue miembro de Lincoln's Inn y Barrister en Londres.
- De 1942 a 1947 fue empleado de la Real Fuerza Aérea Británica.
- De 1951 a 1959 fue en la práctica jurídica privada en Acra.
- En 1959 encabezó el servicio legal y servicio consular del Ministerio de Asuntos Exteriores.
- De 1962 a 1966 fue embajador en Bucarest (Rumania).
- De 1963 a 1966 fue representante residente de Ghana ante la Organismo Internacional de Energía Atómica en Viena.
- De 1965 a 1967 fue embajador en París (Francia) y representante permanente ante la Unesco.
- En 1968 fue embajador en el Ministerio de Asuntos Exteriores en Acra.
- En 1969 fue embajador en Moscú.
- En 1970 fue director de la División de Planificación de Políticas del Ministerio de Asuntos Exteriores.
- En 1971 fue secretario principal, Ministerio de Asuntos Exteriores.
- De 1972 a 1977 fue director de Protección en la Alto Comisionado de las Naciones Unidas para los Refugiados en Ginebra.
- De 1977 a 1982 fue miembro electo Comisión de Derecho Internacional.[1]